# Викентије Сарагоски
Викентије Сарагоски, познат и као Викентије ђакон је ранохришћански светитељ и мученик, који је страдао због вере у Исуса Христа у време прогона хришћана у време цара Диоклецијана, 304. године у Валенсији.
Према житију Свети Викентије је био ученик светог Валерија, епископа Сарагосе. Након ступања у пунолетство Викентије је рукоположен у чин ђакона од стране Валерија.
Године 303. започео је цар Диоклецијан прогон хришчана на Иберијском полуострву. Валерије и Викентије су ухапшени у Сарагоси и послати на суд у Валенсију.
Током суђења, Викентије је храбро исповедио своју хришћанску веру. Био подвргнут је страшном мучењу. Пошто је био истрајан у вери на крају је и убијен. Његово страдање према Житију десило се 22. јануара од 304. године.
Његове мошти се чувају у Риму, у цркви његовог имена.
Православна црква прославља светог Викентија 11. новембра по јулијанском календару.